# سهل سيق
سهل سيق من السهول الضيقة المتواجد بولاية معسكر ويتميز السهل بإنتاجه لأجود أنواع الزيتون كما إحتل العديد من المرات المراتب الأولى على المستوى الوطني 

## تحديات

### الجفاف
يعد الجفاف من بين أهم التحديات لدى الفلاحين بالسهل نظرا لشح الأمطار وكذلك تذبذب في الماء المخصص للسقي من السدود مثل الشرفة وفرقوق

### الملوحة
تتسبب السبخة في تزايد الملوحة نظرا لاتساع رقعتها

### التصحر
تتعرض ولاية معسكر للتصحر والتي تتسبب في تحول مساحات واسعة إلى مناطق قاحلة غير صالحة للزراعة ويمكن عدم استرجاعها بشكل نهائي حيث تتسب الملوحة في الإرتفاع بشكل مطرد، خاصة بالمناطق القريبة من محمية المقطع التي تضم سبخة تشهد توسعا في ظل تراجع تساقط الأمطار 

### التلوث
تفرزالعديد من مصانع تصبير العديد من المواد الكيميائية التي تهدد الأرض مما أسفر بتدخل العديد من الجمعيات المهتمة بالشأن البيئي